# Campagnola (Corte de' Cortesi con Cignone)
Campagnola è una frazione del comune cremonese di Corte de' Cortesi con Cignone posta a sud del centro abitato.
Al censimento del 21 ottobre 2001 contava 25 abitanti.

## Geografia fisica
Il centro abitato è sito a 57 m sul livello del mare.

## Storia
La località era un piccolo villaggio agricolo di antica origine del Contado di Cremona con 292 abitanti a metà Settecento.
In età napoleonica, dal 1810 al 1816, Campagnola già una prima volta frazione di Corte de' Cortesi, recuperando però l'autonomia con la costituzione del Regno Lombardo-Veneto, fino al 1841 quando il comune fu soppresso e annesso nuovamente a quello di Corte de' Cortesi.